# Abortiporus biennis
Abortiporus biennis (Bull.) Singer, Mycologia 36(1): 68 (1944), è un fungo basidiomicete.

## Descrizione

### Cappello
Fino a 15-20 cm di diametro, da sessile a stipitato diviso in molti lobi, reniforme, semicircolare o irregolare, a volte zonato, vellutato, quasi spugnoso in superficie, biancastro con macchie color ocra-brunastro.  Durante il suo sviluppo tende ad inglobare erba o altri vegetali.

### Pori
Ineguali, lacerati, denticolati, labirintiformi, biancastri, si macchiano di rosa-giallastro al tocco, 1-4 per mm.
Negli esemplari giovani possono presentare goccioline rossastre per essudazione.

### Tubuli
Lunghi 6 mm.

### Gambo
Spesso assente o poco definito, quando presente lungo fino a 6 cm, biancastro, vellutato.

### Carne
Coriacea, fibrosa, spugnosa nella parte superiore del cappello, da bianca a sfumata di rosa, essuda liquido rosa quando pressata.

### Microscopia
Sporebianche in massa, 5-8 x 3-5 µm, lisce, ellissoidali, non amiloidi.
Gloeocistidida poco frequenti a numerosi, di varia forma, lunghi fino a 75 µm.

## Habitat
Saprofita, fruttifica nei boschi di latifoglie, raramente conifere, su residui legnosi o a terra vicino ai tronchi, da primavera ad autunno.

## Commestibilità
Senza valore.

## Sinonimi e binomi obsoleti
- Abortiporus biennis (Bull.) Singer, Mycologia 36(1): 68 (1944) f. biennis
- Abortiporus biennis f. capitatus (Bull.) Domański, Orloś & Skirg., Flora Polska. Grzyby, II: 103 (1967)
- Abortiporus biennis f. distortus (Schwein.) Bondartsev, Trutovje Griby: 541 (1953)
- Abortiporus biennis f. pulvinatus (Bourdot & Galzin) Domański, Orloś & Skirg., (1967)
- Abortiporus biennis f. thelephoroideus (Pilát) Domański, Orloś & Skirg., (1967)
- Abortiporus biennis (Bull.) Singer, Mycologia 36(1): 68 (1944) var. biennis
- Abortiporus biennis var. sowerbyi (Fr.) Bondartsev, The Bracket Fungi of the European Part of the U.S.S.R. and the Caucasus: 540 (1953)
- Abortiporus distortus (Schwein.) Murrill, Bull. Torrey bot. Club 31(8): 422 (1904)
- Bjerkandera puberula (Berk. & M.A. Curtis) Murrill, N. Amer. Fl. (New York) 9(1): 41 (1907)
- Boletus biennis Bull., Herbier de la France 10: 333 (1789)
- Boletus distortus Schwein., Schr. naturf. Ges. Leipzig 1: 97 (1822)
- Ceriomyces alveolatus (Boud.) Sacc., Sylloge fungorum omnium husque cognitorum (Abellini) 9: 201 (1891)
- Daedalea albida Purton
- Daedalea biennis (Bull.) Fr., Systema mycologicum (Lundae) 1: 332 (1821)
- Daedalea biennis var. capitata Quél., Fl. mycol. (Paris): 374 (1888)
- Daedalea biennis ß sowerbyi Fr., Systema mycologicum (Lundae) 1: 332 (1821)
- Daedalea bonariensis Speg., An. Mus. nac. Hist. nat. B. Aires 8: 52 (1902)
- Daedalea capitata (Quél.) Bigeard & H. Guill., Fl. Champ. sup. France (Chalon-sur-Saône) 2: 392 (1913)
- Daedalea distorta (Schwein.) Pat., Essai Tax. Hyménomyc.: 96 (1900)
- Daedalea heteropora (Fr.) Pat., Essai Tax. Hyménomyc.: 96 (1900)
- Daedalea pampeana Speg., An. Mus. nac. Hist. nat. B. Aires 6: 175 (1898) [1899]
- Daedalea polymorpha Schulzer, Öst. bot. Z. 30: 144 (1880)
- Daedalea puberula Berk. & M.A. Curtis, Grevillea 1(no. 5): 67 (1872)
- Daedalea rufescens (Pers.) Secr., Mycogr. Suisse (1833)
- Daedalea sericella (Sacc.) Pat., Essai Tax. Hyménomyc.: 96 (1900)
- Daedalea sowerbei Fr.
- Grifola biennis (Bull.) Zmitr. & Malysheva, Mycena 6: 21 (2006)
- Heteroporus biennis (Bull.) Lázaro Ibiza, Rev. Acad. Ci. Madrid 15: 119 (1916)
- Heteroporus distortus (Schwein.) Bondartsev & Singer, Annales Mycologici 39(1): 62 (1941)
- Hydnum bienne (Bull.) Lam. & DC., (1805)
- Hydnum rufescens (Pers.) Poir., (1808)
- Irpex hydniformis Velen., České Houby 4-5: 741 (1922)
- Irpicium ulmicola Bref., Unters. Gesammtgeb. Mykol. 15: 143 (1912)
- Lentinus bostonensis Lloyd, Mycol. Writ. 7: 1274 (1924)
- Lentinus hispidosus Fr., Epicrisis Systematis Mycologici (Upsaliae): 389 (1838)
- Lentinus lusitanicus Kalchbr., Contrib. Flor. Mycol. Lusitan. 1: 14 (1878)
- Merisma heteroporus (Fr.) Gillet, Hyménomycètes (Alençon): 690 (1878)
- Phaeolus biennis (Bull.) Pilát, Beihefte Bot. Centralbl. 52: 69 (1934)
- Phylacteria biennis (Fr.) Bigeard & H. Guill., Fl. Champ. sup. France (Chalon-sur-Saône) 2: 452 (1913)
- Polyporus biennis (Bull.) Fr., Epicrisis Systematis Mycologici (Upsaliae): 433 (1838) [1836]
- Polyporus biennis var. distortus (Schwein.) P.W. Graff, Mycologia 31: 480 (1939)
- Polyporus biennis var. sowerbei (Fr.) P.W. Graff, Mycologia 31: 472 (1939)
- Polyporus distortus (Schwein.) Fr., Elench. fung. (Greifswald) 1: 79 (1828)
- Polyporus heteroporus Fr., in Quélet, Mém. Soc. Émul. Montbéliard, Sér. 2 5: 274 (1872)
- Polyporus occultus Lasch, in Klotzsch, Klotzsch Herb. Myc. (1858)
- Polyporus proteiporus Cooke, Grevillea 12(no. 61): 15 (1883)
- Polyporus rufescens Pers., Synopsis Methodica Fungorum (Göttingen) 2: 550 (1801)
- Polyporus sericellus Sacc., Nuovo Giorn. Bot. Ital. 8(2): 163 (1876)
- Polystictus rufescens (Pers.) P. Karst., Bidr. Känn. Finl. Nat. Folk 37: 69 (1882)
- Ptychogaster alveolatus Boud., Bulletin de la Société Mycologique de France 4: 53 (1888)
- Sistotrema bienne (Bull.) Pers., Synopsis Methodica Fungorum (Göttingen) 1: 550 (1801)
- Sistotrema lobatum Desm., Catal. des plantes omis.: 19 (1823)
- Sistotrema rufescens Pers., Synopsis Methodica Fungorum (Göttingen) 2: 550 (1801)
- Striglia puberula (Berk. & M.A. Curtis) Kuntze, Revis. gen. pl. (Leipzig) 2: 871 (1891)
- Thelephora biennis (Bull.) Fr., Systema mycologicum (Lundae) 1: 449 (1821)
- Tomentella biennis (Fr.) A.M. Rogers, Mycologia 40: 634 (1948)
- Trametes rufescens (Pers.) G.H. Otth, Mycogr. Suisse (1860)